# Светослав Малинов
Светослав Христов Малинов е български политик от партия Демократи за силна България (ДСБ), политолог и преводач. Един от основателите на ДСБ, той е депутат в Народното събрание през 2005 – 2009 година и в Европейския парламент от 2009 година. Спечелва втори евродепутатски мандат през 2014 г.

## Биография

### Образование и академична кариера
Светослав Малинов е роден на 19 януари 1968 г. в град Станке Димитров (днес Дупница). Завършва Английска езикова гимназия в Бургас и политология в Софийския университет „Св. Климент Охридски“ през 1993 г. Специализира в политическа теория в Осло и Ню Йорк, а през 1995 г. получава магистърска степен по политическа философия от университета в Йорк, Великобритания.
През периода 1995 – 1998 г. е редовен докторант, а след 1998 година – асистент в катедра „Теория на политиката“ в Софийския университет. През 1999 г. защитава дисертация върху на английския консерватизъм и печели конкурс за асистент в катедра „Политология“ към Философския факултет на СУ „Св. Климент Охридски“. Доцент е по история на политическите идеи. Светослав Малинов прави първите преводи на български на някои книги на Джон Лок, Едмънд Бърк и Френсис Бейкън, като за преводите си на Лок получава награда на Съюза на преводачите в България.
Главен редактор е на списание „Разум. Теоретично списание за политика и култура“, което излиза от 2002 до 2008 г. като издание на Институт „Разум“.

### Политическа кариера
От 2001 до 2002 г. е директор на отдел „Политически анализи и стратегии“ в Съюза на демократичните сили (СДС), а от 2002 г. е главен редактор на списание „Разум“. През 2004 година, след оттеглянето на група депутати начело с Иван Костов от Съюза на демократичните сили, е сред основателите на Демократи за силна България. Член е на националното ръководство на партията през периода 2005 – 2007 г. От 2005 г. е депутат в XL народно събрание, където е секретар на парламентарната група на ДСБ и член на Комисията по гражданското общество и медии.
Член е на Парламентарната асамблея на Организацията за сигурност и сътрудничество в Европа, както и на множество международни мисии на ОССЕ за наблюдение на избори.
През 2007 г. Светослав Малинов е включен сред кандидатите на ДСБ за представители в Европейския парламент. На проведените през март шест регионални събрания за подреждане на листата на партията той е класиран на второ място след водача Константин Димитров, но ДСБ получава 4,35% от гласовете на изборите и остава без представители в Европейския парламент.
През 2008 г. Светослав Малинов става един от инициаторите за провеждане на референдум за петролопровода Бургас-Александруполис. През същата година, в качеството си на депутат от XL народно събрание, от името на ДСБ той настоява парламентарната Комисия за борба с корупцията да започне разследване на имущественото състояние на лидера на ДПС Ахмед Доган.
На евроизборите през май 2009 печели вътрешните избори в ДСБ, а за същинските избори за Европейски парламент през 2009 Светослав Малинов е регистриран на второ място в общата листа на Синята коалиция след представителя на СДС Надежда Михайлова. Първоначално коалицията печели едно място, но с влизането в сила на Договора от Лисабон на 1 декември 2009 година България получава едно допълнително място в Европейския парламент, което е заето от Светослав Малинов. Малинов е член на групата на Европейската народна партия (ЕНП). В Европарламента е член на Комисията по граждански свободи, правосъдие и вътрешен ред.
През 2011 г. ДСБ издига Малинов като свой кандидат за участие в предварителните избори за излъчване на кандидат президент на Синята коалиция. Негов опонент в тези избори е Румен Христов от СДС.
На Осмото национално събрание на ДСБ на 26 октомври 2011 г. Малинов е избран за зам.-председател на партията.
На изборите за Европейски парламент през май 2014 г. е втори в листата на Реформаторския блок. Чрез преференции измества водача Меглена Кунева и отново става евродепутат.
На 10 юни 2017 г. е кандидат за председател на ДСБ.
Светослав Малинов е женен, с три деца – две дъщери и един син. Владее руски, английски и немски език.